# عجلة أومني

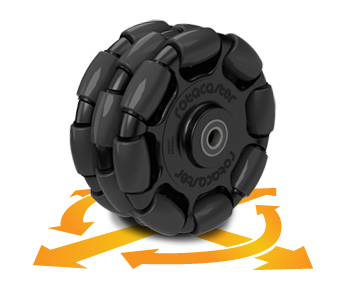
عجلة أمني تجارية ثلاثية الاتجاهات

عجلة أومني (بالإنجليزية: Omni wheel)‏ هي عجلات بأقراص صغيرة (تسمى بكرات) حول المحيط تكون متعامدة مع اتجاه الدوران. كما يمكن قيادة العجلة بعدة الاتجاهات حيث إنها تنزلق أيضًا بشكل جانبي بسهولة كبيرة. غالبًا ما تستخدم هذه العجلات في أنظمة القيادة الشاملة في جميع الاتجاهات.

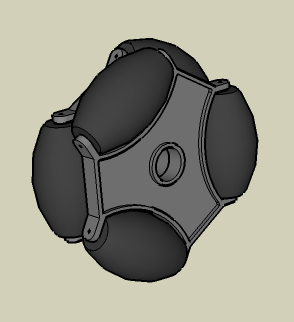
عجلة أومني بسيطة تسمح الأسطوانات الدوارة الحرة (ذات اللون الرمادي الداكن) للعجلة بالانزلاق جانبياً